# Groapa Romanche

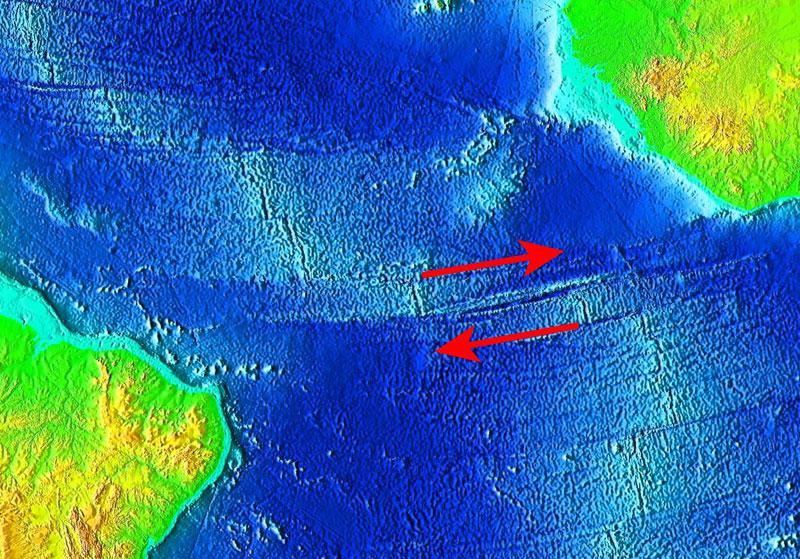
Groapa Romanche, săgețile de culoare roșie indică direcția de mișcare a plăcilor adiacente.

Groapa Romanche este a treilea punct ca adâncime din Oceanul Atlantic, după Groapa Puerto Rico și Groapa Sandwich din Sud.

## Geografia
Aceasta intersectează Dorsala Atlantică la nord de Ecuator, la cea mai îngustă parte a Atlanticului între Brazilia și Africa de Vest, se întinde de la 2 ° N până la 2 ° S și de la 16 ° V la 20 ° V. Groapa a fost formată prin acțiunile de rupere din zona Romanche. Această zonă este foarte activă din punct de vedere geomorfologic. 

### Date generale
Este situată între Bazinul Sierra Leone la nord/nord-est, Bazinul Atlanticului de Sud la est/sud-est, Bazinul Brazilian de Nord la sud/sud-vest, și Dorsala Atlantică la vest/nord-vest. Geologic, aceasta este zona de legătură a Plăcii Sud-Americane la vest și Placa Africană la est. Groapa are o adâncime de 7760 m, 300 km lungime și are o lățime medie de 19 km și permite o circulație majoră a apelor din  adâncime a bazinului Oceanului Atlantic de la vest la est. Apa curge prin groapă de la vest la est, cu o rată de 3.6×106 m³/s la o temperatură a apei de 1.57 ° C.